# Paulino Alcántara
Pour les articles homonymes, voir Alcantara.
Paulino Alcántara Riestrá est un footballeur espagnol né le 7 octobre 1896 à Iloilo (Philippines) et mort le 13 février 1964 à Barcelone. Il a accompli pratiquement toute de sa carrière au FC Barcelone entre 1912 et 1927 dont il reste le plus jeune et le buteur le plus prolifique après Lionel Messi avec 395 réalisations en 399 matchs. Paulino Alcántara possédait une frappe si sèche qu'il pouvait transpercer les filets comme il le fit lors d'un France-Espagne à Bordeaux.
Après sa carrière sportive, il se consacre à sa profession de médecin.
En 2007, Alcántara été reconnu par la FIFA comme I'un des plus grands attaquants de football de l'histoire du football et le meilleur footballeur asiatique de tous les temps,.

## Des débuts prometteurs
Paulino Alcántara est né aux Philippines, d'un père militaire dans cette colonie espagnole, et d'une mère Philippine. Il grandit à Barcelone où il débuta le football à l'AC Galeno, rebaptisé Universitary SC en 1909, avant de rejoindre le FC Barcelone de la main de Hans Gamper. Le 25 février 1912, il dispute son premier match avec le Barça face au Català en Championnat de Catalogne et inscrit un hat-trick qui en fait encore aujourd'hui le plus jeune buteur de l'histoire du club à 15 ans, 4 mois et 18 jours. La saison suivante, il participe au triplé Coupe du Roi/Championnat de Catalogne/Coupe des Pyrénées puis s'impose comme le leader de l'attaque catalane lors du titre de Champion de Catalogne 1916 avec 20 buts en 10 matchs.

## Deux saisons d'exil
En 1916, ses parents décident de rentrer avec lui aux Philippines. Il y poursuit ses études de médecine et joue au club des Bohemians de Manille. Il représente les Philippines aux jeux asiatiques au Japon en 1917 avec l'équipe de football, mais aussi celle de ping pong.
De l'autre côté du globe, le FC Barcelone ne remporte plus un titre et malgré les pressions des dirigeants, les parents de Paulino Alcántara ne veulent toujours pas le laisser rentrer en Catalogne. Le bras de fer avec ses parents dure toute l'année 1917 jusqu'à ce que, atteint de malaria, il refuse de se soigner tant qu'il n'a pas l'autorisation de rejoindre le Barça…

## Le grand retour
Le 12 mai 1918, Paulino Alcántara retrouve les terrains sous le maillot blaugrana et dispute quelques matchs amicaux pour clore une saison sans titre pour le Barça. Lors de ce retour, l'entraineur tente de le faire jouer défenseur, une première fois en amical puis en championnat lors d'une cinglante défaite 1-4 face à l'Espanyol Barcelone, mais devant les protestations du public, Paulino retrouve vite sa place d'attaquant, et réalise le match suivant un triplé face à l'Athletic de Sabadell lors d'une victoire 8-0.
Cette saison de retrouvailles s'achève sur un nouveau titre de champion de Catalogne avec 12 buts en 12 matchs, et sur une finale de coupe perdue contre l'Arenas Getxo malgré 5 réalisations en 5 parties pour le buteur prodige.

## La grande équipe du Barça des années 1920
La saison 1919/1920 voit la venue au club de Samitier en provenance de l'Internacional et du gardien Zamora de l'Espanyol. Cette première équipe légendaire du Barça va remporter 7 des 8 championnats de Catalogne suivants et s'adjuger 4 coupes du Roi.
À partir de la saison 1924/1925, le rendement offensif d'Alcántara se réduit avec l'explosion de Samitier, et à l'issue de la saison 1926/1927 Paulino Alcántara raccroche les crampons à 31 ans sur un nouveau titre de champion de Catalogne et fait ses adieux au football lors d'un match hommage opposant son Barça à une sélection espagnole. Il devient médecin, puis intègre la direction du club de 1931 à 1934. En 1951, il fut un des sélectionneurs de l'équipe nationale d'Espagne durant 3 rencontres.

## Vie privée
Alcántara était marié à Blanca López Alcántara, une Espanole de Barcelone, dont il avait deux fils. ll était le fils d'Eduardo Alcántara Garchitorena, de Manille et de Victoriana Camilan Riestra, d'iloilo. ll avait 7 frères sœurs, 3 fères et 3 sœurs, tous nés et élevés aux Philippines.
Alcántara avait la double nationalité philippine et espagnole.
ll est décédé en 1964 à l'âge de 67 ans à Barcelone, en Espagne.

## Palmarès
- Coupe du Roi (5) :
  - Vainqueur : 1913, 1920, 1922, 1925 et 1926
- Championnat de Catalogne (10) :
  - 1913, 1916, 1919, 1920, 1921, 1922, 1924, 1925, 1926 et 1927
- Coupe des Pyrénées (2) :
  - Vainqueur : 1912, 1913